# 大橋秀雄 (警察官)
大橋 秀雄（おおはし ひでお、1903年3月15日 - 2002年6月1日）は、日本の警察官、著述家。元警視庁警視正。
警視庁特高部外事課に所属していた警部補当時、副主任としていわゆるゾルゲ事件を担当し、事件の全貌を明らかにした。その功により、1943年（昭和18年）に内務大臣功労記章を受章した。

## 来歴・人物
神奈川県横浜市出身。横浜商業学校を経て、日本大学専門部法律学科第二本科を卒業した。1924年（大正13年）、陸軍近衛野砲兵連隊に入営し、1928年（昭和3年）陸軍砲兵少尉に任官した。同年警視庁巡査となる。
1932年（昭和7年）に巡査部長、1935年（昭和10年）に警部補に昇進する。1936年（昭和11年）、特別高等警察部外事課欧米係となる。杉原千畝リトアニア領事館副領事がユダヤ人救済のために大量発行したビザの日本側の出入国業務に携わり、大量のユダヤ人通過申請を処理した。また、東京府中野警察署の特高係のとき北一輝と接触する。
1941年（昭和16年）、警視庁特高部外事課ロシア班副主任のときドイツの新聞特派員リヒャルト・ゾルゲと満鉄調査部嘱託の尾崎秀実らがスパイ網（ゾルゲ諜報団）を組織し、日本軍部が対ソ戦に踏み切らないという情報をソビエト連邦に提供したとされるゾルゲ事件が発覚。主犯のゾルゲの取調主任に任命され、自供を引き出した。1943年（昭和18年）、ゾルゲ事件の解決により内務大臣功労記章を受章する。同年警部に昇進。大橋はゾルゲの調書の最後で量刑を書く際に「相当な刑を」と記したところ（大橋はゾルゲは死刑にすべきとは思わなかったという）、上司の外事課長に叱責されて「極刑を」と修正させられたと戦後に述べている。
戦後の1948年（昭和23年）に警視を経て警視正となる。池上警察署の初代署長を務めたほか、荒川、渋谷などの警察署長や、第二方面予備隊長などを歴任し、1956年（昭和31年）に退官した。
その後1966年（昭和41年）まで企業の嘱託を務め、以後は著述に従事した。1967年（昭和42年）『ある警察官の記録』をあらわし、警察を内部告発した。共著に『ゾルゲとの約束を果たす』など。著作はほかに『真相ゾルゲ事件』など。
2002年（平成14年）6月1日死去。享年99歳。

## 主な著作
- 『ある警察官の記録―戦中・戦後30年』みすず書房、1967年7月
- 『真相ゾルゲ事件』大橋秀雄、1977年（非売品）
- 『第二警察物語』みすず書房、1979年8月
- 『戦った幹部警察官の記録』（松橋忠光・千葉長人と共著）オリジン出版センター、1985年
- 『ゾルゲとの約束を果たす』（松橋忠光と共著）オリジン出版センター、1988年1月